# Holt End (Worcestershire)
Holt End – wieś w Anglii, w hrabstwie Worcestershire, w dystrykcie Bromsgrove. Leży 27 km na północny wschód od miasta Worcester i 152 km na północny zachód od Londynu.